# Tchongouri

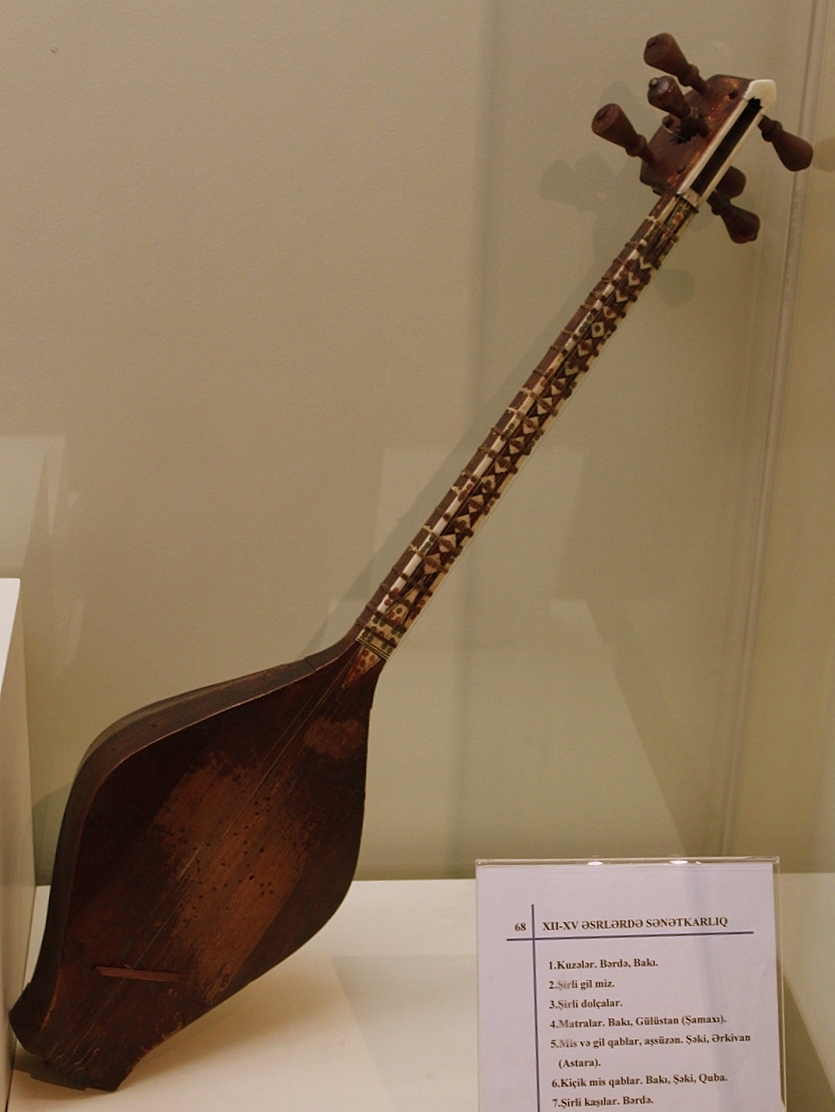
Tchongouri (Musée de Bakou)

Le tchongouri, (en géorgien : ჩონგური), ou chonguri, est un instrument à quatre cordes utilisés dans l’Ouest de la Géorgie, dans les régions de Mingrélie, Gourie et Adjarie.

## Facture
Il est composé  d’une partie inférieure (16 à 17 centimètres) -dite « corps »- en bois de mûrier et d’une partie supérieure (80 à 90 centimètres) - dite « cou » - en bois de sapin, elle-même surmontée d’une « tête » en bois de noyer supportant le mécanisme de tension des cordes ; trois d’entre elles sont de même longueur, la quatrième est plus courte. Elles provenaient par le passé de crinières de cheval ou de fils de soie, elles sont aujourd’hui en nylon.
Le tchongouri est un instrument plus évolué que le pandouri (à trois cordes) dont il est dérivé, probablement au XVIe siècle selon les musicologues géorgiens. Son timbre dépend de la qualité des bois employés et de leurs séchages, ainsi que de celle de leurs collages.

## Jeu
Il est souvent joué pour accompagner les danses et les chants de femmes. En Adjarie, il se joue conjointement au doli.

## Note
1. ↑  Comme la plupart des instruments de musique joués dans le Caucase, en Asie mineure ou en Asie centrale, le tchongouri existe dans plusieurs pays, avec des variantes de fabrication et des variantes de nom, ainsi d’ailleurs que des variantes de transcription. Généralement transcrit en langue anglaise en chonguri, parfois en choghur, le ჩონგური géorgien devrait être transcrit en langue française en tchongouri :  il le fut ainsi durant deux siècles lorsque la langue russe était le véhicule intermédiaire.